# Línea 8 del Metro de Santiago
La Línea 8 será una nueva línea que formará parte del Metro de Santiago y contará con una extensión aproximada de 20 kilómetros, conectando las comunas de Providencia por el nororiente, y Puente Alto por el suroriente de la capital chilena.
Conectará con las líneas 1 y 6 en Los Leones, con la línea 3 en Chile España, y con la línea 4 en Macul.  El color distintivo es el naranjo.
El lunes 9 de marzo de 2020, el proceso de licitación fue declarado desierto, manteniéndose desconocida su fecha de inauguración. Sin embargo, el 5 de septiembre de 2021, dicho proceso fue reactivado, por lo que se espera que la línea sea inaugurada en el año 2032.

## Historia
La Secretaría Interministerial de Planificación de Transporte (Sectra) planteó en 2006 la construcción de una línea de metro por el eje Los Leones-Macul-La Florida, el cual fue finalmente congelado debido a la crisis del Transantiago.
La línea fue nuevamente propuesta como «Línea 10», como parte de la candidatura presidencial de Sebastián Piñera en octubre de 2017: la propuesta constaba de 12 estaciones y una extensión de 17 km, iniciando su recorrido en la avenida Irarrázaval hacia el sur. Una vez electo presidente, Sebastián Piñera realizó el anuncio oficial de su construcción en la cuenta pública del 1 de junio de 2018. El proyecto oficial de la denominada Línea 8 era el mismo planteado en octubre del año anterior, pero con una extensión hacia el norte de modo que conectaría con la Línea 1 en la estación Los Leones (estación).

### Postergación y reactivación del proyecto
Debido a las manifestaciones de octubre de 2019 en Santiago que afectaron al Metro de Santiago, el lunes 9 de marzo de 2020 la empresa declaró desierta las licitaciones para las líneas 8 y 9. Esto debido en gran parte a que la empresa debió destinar los recursos originales en reparar los daños causados por los múltiples ataques incendiarios que sufrieron varias estaciones en la crisis social.
El 5 de septiembre de 2021 se informó de la reactivación del proceso licitatorio, estimando que la Línea 8 estaría lista en 2030. El 27 de febrero de 2022 se llamó a licitación para la ingeniería básica de las obras civiles del proyecto.
Se espera que sea inaugurada por tramos: la sección entre las estaciones Chile-España y Mall Plaza Tobalaba sería inaugurada en 2032, mientras que la sección desde Chile-España al norte abrirá sus puertas en 2033.

## Hitos urbanos
La Línea 8 pasará por distintos hitos urbanos que anteriormente no tenían conexión directa con el Metro.
De norte a sur, el recorrido comienza en la avenida Providencia y tendrá estaciones en la Plaza 18 de Septiembre del Barrio El Aguilucho, avenida Irarrázaval en el centro de Ñuñoa, el Campus Macul de la Universidad Metropolitana de Ciencias de la Educación y el Mall Portal Ñuñoa, el barrio cívico de la comuna de Macul llamado Barrio Punta de Rieles, el Complejo Deportivo Juan Pinto Durán, avenida La Florida, el Mall Patio Outlet La Florida,  el Mall Plaza Tobalaba y el Hospital Psiquiátrico El Peral, además de barrios residenciales de Providencia, Ñuñoa, Macul, La Florida y Puente Alto.

## Estaciones
Las futuras estaciones de la Línea 8 serán las siguientes (los nombres definitivos serán anunciados luego de un proceso de participación ciudadana que se realizará para definir los nombres):
| Estación (nombres tentativos) | Inauguración | Ubicación                                   | Comuna                        | Comb. |
| ----------------------------- | ------------ | ------------------------------------------- | ----------------------------- | ----- |
| Los Leones                    | 2033         | Av. Los Leones con Colipí                   | Providencia                   |       |
| Eliodoro Yáñez                | 2033         | Av. Los Leones con Av. Eliodoro Yáñez       | Providencia                   |       |
| Diagonal Oriente              | 2033         | General Artigas con Pedro Lautaro Ferrer    | Providencia y Ñuñoa           |       |
| Chile España                  | 2032         | Av. José Pedro Alessandri con Dublé Almeyda | Ñuñoa                         |       |
| Grecia                        | 2032         | Av. José Pedro Alessandri con Av. Grecia    | Ñuñoa                         |       |
| Rodrigo de Araya              | 2032         | Av. Macul con Av. Rodrigo de Araya          | Ñuñoa y Macul                 |       |
| Quilín                        | 2032         | Av. Macul con Av. Quilín                    | Macul                         |       |
| Las Torres                    | 2032         | Av. Macul con Av. Dr. Amador Neghme         | Macul                         |       |
| Macul                         | 2032         | Av. La Florida con Av. Américo Vespucio     | Macul, La Florida y Peñalolén |       |
| Walker Martínez               | 2032         | Av. La Florida con Av. Walker Martínez      | La Florida                    |       |
| Rojas Magallanes              | 2032         | Av. La Florida con Av. Rojas Magallanes     | La Florida                    |       |
| Trinidad                      | 2032         | Av. La Florida con Av. Trinidad Oriente     | La Florida y Puente Alto      |       |
| Diego Portales                | 2032         | Av. Camilo Henríquez con Av. Diego Portales | La Florida y Puente Alto      |       |
| Mall Plaza Tobalaba           | 2032         | Av. Camilo Henríquez con Cerro Punta Negra  | Puente Alto                   |       |